# Кузьминська (Лузький район)
Ку́зьминська (рос. Кузьминская) — присілок у складі Лузького району Кіровської області, Росія. Входить до складу Лальського міського поселення.
Населення становить 12 осіб (2010, 21 у 2002).
Національний склад станом на 2002 рік — росіяни 100 %.

## Історія
Присілок заснований 1599 року і названий на честь засновника Кузьми Зімірьова. В минулому тут проходив тракт до Сибіру та Китаю. У кінці 19 століття у присілку була збудована дерев'яна Нікольська каплиця, яка у часи СРСР була розкрадена. Звідси було вивезено 6 дзвонів.